# Project GENIE
Project GENIEは、1964年にカリフォルニア大学バークレー校で開始されたコンピュータ研究プロジェクト。主な内容は、商用化可能なタイムシェアリングシステム Berkeley Timesharing System の開発であり、成果は SDS 940 システムとして製品化された。

## 歴史
当時 DARPA の責任者だった J・C・R・リックライダーが組織したプロジェクトであり、規模は小さいものの、MITの Project MAC に対応するプロジェクトでもある。
開発された SDS 940 システムは 24ビット商用コンピュータ SDS 930 をタイムシェアリング用に改造したものである。プロジェクトは、ARPAの出資で Mel Pirtle と Wayne Lichtenberger が指揮した。プロジェクトには、バトラー・ランプソン、チャック・サッカー、L. Peter Deutsch も参加している。完成後、940 は高い信頼性を示したが、機械式の周辺機器は油圧式アームで駆動する巨大ディスク装置など実験室レベルのものであった。同時に40から50人のユーザーが使うことができ、当時としては高性能なグラフィックスシステムも備えていた。
SDS社(Scientific Data Systems) はタイムシェアリングシステムの価値を理解するようになった。プロジェクトの成果のソフトウェアはパブリックドメインとなっていたので、SDS 社はそれを製品化するための情報を収集した。SDS（後にXDS）の技術者はハードウェアの改造の詳細を理解できなかったため、彼らは 930 を製造して、その後にバークレーで行われた改造をそっくりそのまま施して 940 を製品化したという。
Project GENIE ではいくつかのハードウェア技術が開発された。例えば初期の商用タイムシェアリングシステム（一般ユーザーは機械語でプログラミングする）などである。他にも分離保護されたユーザーモード、ページング方式、メモリ保護機能なども開発された。これらのコンセプトはPDP-10向けのオペレーティングシステムTENEXの開発やUNIXの開発に影響を与えた（UNIXの開発者の1人ケン・トンプソンは、バークレー校で一時期 SDS 940 をいじっていた）。SDS 940 メインフレームは、スタンフォード研究所でのダグラス・エンゲルバートの OnLine System のハードウェアとして使われた。その後、SDS 940 はバークレーでの Community Memory Project で使われた最初のコンピュータとなった。
後継プロジェクト CalTSS ではデュアルプロセッサの CDC 6400（CDC 6600 の廉価版）を採用したが、1969年には終了となった。
プロジェクトのメンバーは UCB を離れ、Berkeley Computer Corporation (BCC) を設立し、試作機 BCC-500 を製作した。同社が倒産したとき BCC-500 はハワイ大学に送られ、1970年代を通して利用された。そしてALOHAnetのノードとなった。
BCC 従業員の一部（ランプソン、サッカーら）は1970年にパロアルト研究所の研究員となった。Lichtenberger はハワイ大学へ移り、その後シスコシステムズに入社した。
Pirtle は NASAエイムズ研究センターで ILLIAC IV プロジェクトの技術ディレクターとなった。